# Friedrich Adolf Heinichen
Friedrich Adolf Heinichen (* 2. September 1805 in Pegau; † 26. September 1877 in Leipzig) war ein deutscher Klassischer Philologe und Gymnasiallehrer. Sein Name ist mit einem Schullexikon verbunden, das im 19. und 20. Jahrhundert weit verbreitet war.

## Leben
Friedrich Adolf Heinichen besuchte ab 1817 die Fürstenschule Grimma und später das Gymnasium in Altenburg. Ab 1823 studierte er Evangelische Theologie und Philologie an der Universität Leipzig. Als ordentliches Mitglied der historisch-theologischen Gesellschaft beschäftigte er sich schon während seines Studiums intensiv mit den Schriften der Kirchenväter und insbesondere des Eusebius von Caesarea, dessen Kirchengeschichte er noch als Student 1827–1828 herausgab. 1829 schloss Heinichen sein Studium mit dem Magister und der Promotion zum Dr. phil. ab.
1831 wurde Heinichen zum Rektor des Lyzeums in Chemnitz ernannt und leitete es, bis es 1835 aufgelöst wurde. Er wechselte dann als Prorektor an das Gymnasium in Annaberg und blieb dort acht Jahre lang, bis auch diese Anstalt 1843 aufgelöst wurde. Heinichen wurde Prorektor und Ordinarius der Sekunda am Gymnasium in Zwickau. Dort verwaltete er 1847 und 1848–1849 kommissarisch das Rektorat. 1856 erhielt Heinichen den Professorentitel, 1858 wurde er zusätzlich zu seinem Lehramt Bibliothekar des Gymnasiums. Zu Ostern 1862 trat er in den Ruhestand und zog nach Leipzig, wo er bis zu seinem Tod als Privatgelehrter lebte.
Heinichen war während seiner gesamten Laufbahn wissenschaftlich tätig. Er veröffentlichte kritische Editionen verschiedener Schriften des Eusebius von Caesarea, mit deren Überarbeitung er noch 1868–1870 beschäftigt war; allerdings wurden diese Editionen durch neue Erkenntnisse zur Überlieferung dieser Werke bald obsolet. Bedeutender waren Heinichens Arbeiten zur lateinischen Stilistik und Lexik: Er verfasste während seiner Zeit in Annaberg und Zwickau Lehrbücher für die Stilübungen an Gymnasien sowie ein großangelegtes lateinisch-deutsches Schulwörterbuch, das er in seiner Leipziger Zeit vollendete und in zwei Teilen (lateinisch-deutsch und deutsch-lateinisch) in den Jahren von 1864 bis 1866 veröffentlichte. Er überarbeitete und korrigierte dieses Werk sukzessive und brachte bis an sein Lebensende jeweils zwei weitere Auflagen der zwei Teile heraus. Nach seinem Tod übernahmen andere Philologen die Überarbeitung seines Wörterbuchs, darunter Anton August Draeger und Carl Wagener.
Im 20. Jahrhundert wurde Heinichens Wörterbuch vor allem in verkürzter Form als Taschenwörterbuch unter dem Titel Der Taschen-Heinichen benutzt. Die Überarbeitung besorgten mehrere Philologen im Auftrag des Verlags, darunter auch der Latinist Theodor Bögel, der die fünfte (1965) und sechste (1971) Auflage des Taschen-Heinichen allein herausgab.
Heinichen wurde im Erbbegräbnis der Familie Heinichen in der II. Abteilung (Nr. 64) des Neuen Johannisfriedhofs beerdigt.

## Schriften (Auswahl)
- De Alogis Theodotianis atque Artemonitis. Leipzig 1829
- Übungen im lateinischen Stil. Leipzig 1839; 2. Auflage 1852
- Lehrbuch der Theorie des lateinischen Stils. Zum Schul- und Privatgebrauch verfasst und mit den erforderlichen antibarbaristischen Bemerkungen begleitet. Leipzig 1842
  - Zum Schul- und Privatgebrauch mit planmässig ausgewählten antibarbaristischen Bemerkungen, 2. durchaus vermehrte und verbesserte Auflage 1848
- Übungen im Übersetzen aus dem Deutschen und Lateinischen in das Griechische. Für obere Gymnasialclassen. Leipzig 1845

Textausgaben
- Eusebii Pamphili historiae ecclesiasticae libri X. 3 Bände + Supplement, Leipzig 1827–1840
- Eusebii Pamphili de vita Constantini libri IV. Et panegyricus atque Constantini ad sanctorum coetum oratio. Leipzig 1830
- Eusebii Pamphili praeparationis evangelicae libri XV. 2 Bände, Leipzig 1842–1843
- Eusebii Pamphili Scripta historica. 3 Bände, Leipzig 1868–1870

Lexika
- Lateinisch-deutsches Schulwörterbuch zu den Prosaikern Cicero, Caesar, Sallust, Cornel, Livius, Curtius, Plinius d. J. (Briefe), Quintilian (10. Buch), Tacitus, Justin, Aurelius Victor, Eutrop, und zu den Dichtern Plautus, Terenz, Catull, Virgil, Horaz, Tibull, Properz, Ovid und Phaedrus. Leipzig 1864
  - Lateinisch-deutsches und deutsch-lateinisches Schulwörterbuch. Erster Theil: Lateinisch-deutsches Schulwörterbuch = Lateinisch-deutsches Schulwörterbuch zu den Prosaikern Cicero, Caesar, Sallust, Nepos, Livius, Curtius, Plinius d. J. (Briefe), Quintilian (10. Buch), Tacitus, Sueton, Justin, Aurelius Victor, Eutrop, und zu den Dichtern Plautus, Terenz, Catull, Virgil, Horaz, Tibull, Properz, Ovid und Phaedrus. 2., neu bearbeitete und durchaus verbesserte sowie stark vermehrte Auflage, Leipzig 1870
  - 3. umgearbeitete und vielfach verbesserte sowie vermehrte Auflage 1875
- Lateinisch-deutsches und deutsch-lateinisches Schulwörterbuch. Zweiter Theil: Deutsch-lateinisches Schulwörterbuch = Deutsch-lateinisches Schulwörterbuch mit synonymischen und stilistischen, insbesondere antibarbaristischen Bemerkungen. Leipzig 1866
  - 2., neu bearbeitete und durchaus verbesserte sowie stark vermehrte Auflage 1872
  - 3., umgearbeitete und vielfach verbesserte sowie vermehrte Auflage 1877